# Statul Plateau
Plateau este un stat  în Nigeria. Reședința sa este orașul Jos.